# Groupe de NGC 5610
Le groupe de NGC 5610 comprend au moins quatre galaxies situées dans la constellation du Bouvier. La distance moyenne entre ce groupe et la Voie lactée est d'environ 79,2 Mpc (∼258 millions d'al). 

## Membres
Le tableau ci-dessous liste les quatre galaxies du groupe indiquées dans l'article de A.M. Garcia paru en 1993.
| Nom      | Class.       | Type           | α (J2000.0)   | δ (J2000.0) | Vitesse radiale (km/s) | m    | Distance (Mpc) | Diamètre (kal) |
| -------- | ------------ | -------------- | ------------- | ----------- | ---------------------- | ---- | -------------- | -------------- |
| NGC 5548 | (R')SA0/a(s) | Lenticulaire   | 14h 17m 59.5s | 25° 08′ 12″ | 5149 ± 7               | 12,6 | 79,1 ± 5,5     | 135            |
| NGC 5559 | SBb          | Spirale barrée | 14h 19m 12.8s | 24° 47′ 55″ | 5149 ± 3               | 14,0 | 79,0 ± 5,5     | 117            |
| NGC 5610 | SB(s)ab      | Spirale barrée | 14h 24m 22.9s | 24° 36′ 51″ | 5069 ± 3               | 13,2 | 77,8 ± 5,5     | 140            |
| UGC 9165 | S?           | Spirale        | 14h 18m 47.8s | 24° 56′ 26″ | 5268 ± 1               | 14,1 | 80,8 ± 5,7     | 99             |

Le site DeepskyLog permet de trouver aisément les constellations des galaxies mentionnées dans ce tableau ou si elles ne s'y trouvent pas, l'outil du site constellation permet de le faire à l'aide des coordonnées de la galaxie. Sauf indication contraire, les données proviennent du site NASA/IPAC.